# Украјинска Совјетска Социјалистичка Република
Украјинска Совјетска Социјалистичка Република (рус. Украинская Советская Социалистическая Республика) била је једна од 15 република Савеза Совјетских Социјалистичких Република.
Формирана је 25. децембра 1917. године као Украјинска Народна Република (рус. Украинская Народная Республика). Током 1918. године налазила се под немачком окупацијом, а до 1919. је била независна. После пољско-совјетског рата, 10. марта 1919. године формирана је Украјинска Социјалистичка Совјетска Република (рус. Украинская Социалистическая Советская Республика), која је 30. децембра 1922. ушла у састав Совјетског Савеза. А 30. јануара 1937. године преименована је у Украјинску Совјетску Социјалистичку Републику. Распадом Совјетског Савеза, 1991. године, постала је независна држава, Украјина.
Украјинска ССР је била, трећа по величини совјетска република, одмах после Руске СФСР и Казашке ССР, а друга по броју становника, одмах после Руске СФСР. Главни град је најпре био Харков, од 1917. до 1935, а потом Кијев, од 1935. године.
Главни град Украјинске ССР - Кијев је 8. маја 1965. године, указом Президијума Врховног совјета Совјетског Савеза, за заслуге његових становника током Великог отаџбинског рата, одликован Орденом Хероја Совјетског Савеза и проглашен за Град херој.
Иако је Украјинска ССР била саставни део СССР, имала је сопствено седиште у Уједињеним нацијама, и спада у земље осниваче УН, исто као и Белоруска ССР.

## Историја

### У време грађанског рата
У децембру 1917. године украјински парламент проглашава Украјинску Народну Републику, која се на почетку налазила у саставу Руске Совјетске Федеративне Социјалистичке Републике, да би 25. јануара 1918. била проглашена самосталност и отцепљење.
Како би се одупрео бољшевицима који су владали већим делом земље, украјински парламент издаје документ под називом „Обраћање украјинског народа до Немачке са молбом о оружаној помоћи“. Дана 29. априла 1918. године под потпором Немачке, у Украјини је изведен државни удар, а Украјина постаје немачки протекторат.
Након немачког пораза у Првом светском рату, у Украјини избија народни устанак, под руководством Семена Петљуре, и у децембру 1918. године се поново проглашава Украјинска Народна Република.
Након распада Аустроугарске, у Галицији је проглашена Западноукрајинска Народна Република која се у јануару 1919. године уједињује са Украјинском Народном Републиком. Од фебруара 1919. сва власт Украјинске Народне Републике налази се у рукама Семена Петљуре.

### Формирање Украјинске ССР
Како би се одбранио од Црвене армије која је надирала са истока, Петљура је склопио војни савез са Пољском. Међутим, након пољско-совјетског рата, већи део земље се нашао под контролом совјетске власти на чијој територији је, 10. марта 1919. године, формирана Украјинска Совјетска Социјалистичка Република. Западна Украјина припала је Пољској, Буковина и Бесарабија Румунији, а Закарпатје је припојено Чехословачкој.
Украјинска ССР, је заједно са Руском СФСР, Транскавкаском СФСР и Белоруском ССР била једна од првих земаља чланица Савеза Совјетских Социјалистичких Република, формираног 30. децембра 1922. године.
Током двадесетих година долази до развоја и препорода украјинске културе, језика и пољопривреде. Првих година Совјетског Савеза бољшевици су потпомагали развој земље дајући сељацима својеврсне повластице.
Како би задовољио државне потребе у повећаној потражњи хране и како би намакнуо средства за индустријализацију земље, Стаљин је кренуо у реализацију своје идеје о колективизацији пољопривреде, која је првенствено погодила Украјину која се често називала “житницом Совјетског Савеза”.
Године 1929, сељацима је одузета сва земља и стока, а формиране су колективне фарме – колхози.
Многи су се одупирали таквој одлуци Владе. Богатији сељаци су називани "кулацима" и били су проглашавани непријатељима државе, а на десетине хиљада сељака је било стрељано или послато на неки од многобројних радних логора на Далеком истоку.
Присилна колективизација имала је катастрофалан учинак на пољопривреду. Упркос томе, совјетска Влада је повећала украјински део обавезног приноса жита за чак 44%. Закон налагао је да се жито из колхоза не може делити међу сељацима све док се не напуни државна квота коју је одредила Влада. Гладовање је постало све присутнија појава, а најмање пет милиона људи је насмрт изгладњено, у периоду 1932-33. године. Ову трагедију Украјинци називају Гладомор.

### Велики отаџбински рат
Након што су Немачка и СССР поделили Пољску 1939. године у састав Украјинске ССР улазе западна подручја која су до тада била под влашћу Пољске, а годину дана касније и Буковина и део Бесарабије.
После немачке окупације Украјине, јуна 1940. године, украјински националисти су сарађивали са Немцима, надајући се њиховој помоћи у обнављању државности. Али окупациони терор који је владао Украјином од 1941. године, уништио је илузије о немачкој помоћи у обнављању државности. А Украјински националисти су 1942. године створили Украјинска побуњеничка армија, која је ратовала и против Немаца, али и против Совјетског Савеза.
Нацисти су у Украјини, задржали совјетски тип колективних фарми и системски су вршили геноцид над јеврејским становништвом, а преостало становништво (углавном Украјинце) депортовали су на присилни рад у Немачку.
Украјинци су чинили значајни део Црвене армије и њеног водства, а како би се одупрли нацистичкој Немачкој, на окупираним подручјима формирали су партизански покрет који је водио борбе све до коначног ослобођења Украјине, половином 1944. године.
Целокупан збир свих жртава током рата и немачке окупације у Украјини се процењује на 7 милиона, укључујући и преко милион страдалих Јевреја. Велика већина била је жртва зверстава, присилног рада и покоља целих села као освета на нападе на нацистичке снаге.
Од 11 милиона совјетских војника, колико се процењује да је погинуло у сукобу са нацистима, приближно четвртина (2,7 милиона) жртава су били Украјинци.
На подручју Украјине вођене су неке од највећих ратних битака, од опсаде Кијева где је заробљено преко 660.000 совјетских снага, преко одбране Одесе, до победничког јуриша преко Дњепра.

### Послератни период
Године 1945. СССР потписује са Чехословачком споразум о укључењу Закарпата у Украјинску ССР, у оквиру које је 1946. основана Закарпатска област са средиштем у Ужгороду.
У наредним деценијама Украјина не само да је достигла предратни степен индустрије и производње, него је постала главна ударна снага међу свим републикама Совјетског Савеза. Многе комунистичке вође попут Никите Хрушчова и Леонида Брежњева су били родом из Украјине. Поновно је настало повољно време за развијање руско-украјинских културних веза. Многи спортисти, научници, писци и песници су долазили из Украјине.
Године 1954. како би обележили 300. годишњицу како је украјински хетман Богдан Хмељницки ујединио Украјину са Русијом, Руска Совјетска Федеративна Социјалистичка Република одрекла се Крима, који је припојен Совјетској Украјини.
Украјинску СССР је, 26. априла 1986. године, погодила велика еколошка катастрофа, услед хаварије у нуклеарној електрани близи града Чернобиља. Тај догађај као и друга збивања само су још додатно подстакли независни покрет „РУХ“ који се залагао за слом Совјетског Савеза у другој половини осамдесетих.
Украјина је, следећи пример осталих совјетских република, прогласила независност 24. августа 1991. године. А украјински гласачи су, 1. децембра 1991. године, на референдуму надмоћно изабрали самосталну и независну Украјину, и службено су на тај начин иступили из Совјетског Савеза.

## Лидери Украјинске Совјетске Социјалистичке Републике
Лидери Комунистичке партије Украјине, који су, de facto, били владари Украјинске ССР:
- Секретари Централног комитета:
  - - од априла до маја 1918. године
  - Георги Пјатаков - од 12. јула до 9. септембра 1918. године
  - Серафима Гопнер - од 9. септембра до 23. октобра 1918.
  - Емануел Квиринг - од 23. октобра 1918. до 30. маја 1919.
  - Станислав Косиор - од 30. маја до 10. децембра 1919. године
  - Николај Николајев - од 23. марта до 25. марта 1920
  - Станислав Косиор - од 25. марта до 23. новембра 1920. године
- Први секретар Централног комитета:
  - Вјачеслав Молотов - од 23. новембра 1920. до 22. марта 1921. године
- Скретар Политбироа Централног комитета
  - Феликс Кон - од 22. марта до 15. децембра 1921. године
- Први секретар Комунистичке партије:
  - Дмитриј Мануиљски - од 15. децембра 1921. до 10. априла 1923. године
  - Емануел Квиринг - од 10. децембра 1923. до 20. марта 1925.
- Генерални секретар Комунистичке партије:
  - Емануел Квиринг - од 20. марта до 7. априла 1925.
  - Лазар Каганович - од 7. априла 1925. до 14. јула 1928
  - Станислав Косиор - од 14. јула 1928. до 23. јануара 1934.
- Први секретар Централног комитета:
  - Станислав Косиор - од 23. јануара 1934. до 27. јануара 1938. године
  - Никита Хрушчов - од 27. јануара 1938. до 3. марта 1947. године
  - Лазар Каганович - од 3. марта до 26. децембра 1947. године
  - Никита Хрушчов - од 26. децембра до 16. децембра 1949. године
  - Леонид Мелников - од 16. децембра до 4. јуна 1953. године
  - Алексеј Кириченко - од 4. јуна 1953. до 25. децембра 1957. године
  - Николај Подгорни - од 26. децембра 1957. до 2. јула 1963. године
  - Петро Шелест - од 2. јула 1963. до 25. маја 1972. године
  - Владимир Шербицки - од 25. маја 1972. до 28. септембра 1989. године
  - Владимир Ивашко - од 28. септембра 1989. до 22. јуна 1990. године
  - Станислав Гуренко - од 22. јуна 1990. до 1. септембра 1991. године